# لپونتی‌ها
لپونتی‌ها (در لاتین Lepontii) نام مردمانی باستانی است که در بخشی از رائتیا(سویس و ایتالیای کنونی) در کوههای آلپ و تا زمان چیرگی رومیان بر آن‌جا می‌زیسته‌اند. لپونتی‌ها را قبیله‌ای سلتی، لیگوری، راتئی یا ژرمن دانسته‌اند. هرچند گواهی‌های دردست و کاوش‌های تازه باستان‌شناسی و همچنین پیوستگی شان با فرهنگ گلهای شمال ایتالیا نشان از ریشه سلتی ایشان دارد، به هر روی می‌نماید ایشان با راتئی‌هایی آمیخته شده‌اند، که خود ریشه اتروسکن داشته‌اند.
پایتخت لپونتیها اوسِلا نام داشت، امروزه شهر دوموسولا در کشور ایتالیا در جای شهر باستانی اوسلا قرار گرفته است. سرزمینهای آنان میان شیبهای جنوبی گذر سن گوتاردو و گذر سیمپیونه در ایتالیا مرزبندی می‌شد، یعنی میان اوسولا در ایتالیای کنونی و تیچینو در سوئیس امروزی.
لپونتی‌ها الفبای خویش را از مردمان اتروسکن وام گرفته بودند.